# Marijke Van Hemeldonck

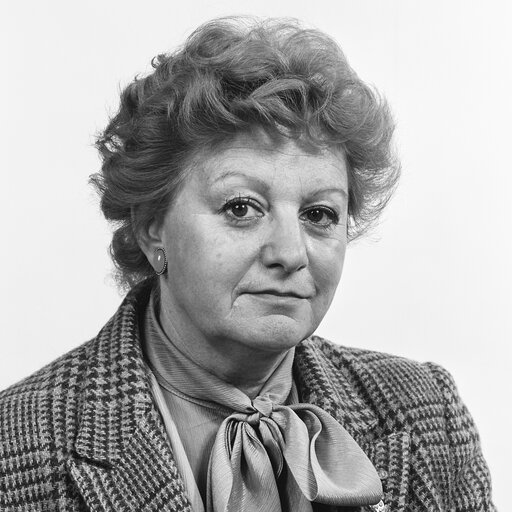
Marijke Van Hemeldonck

Marijke J. H. Van Hemeldonck (* 23. Dezember 1931 in Hove) ist eine belgische Politikerin (sp.a).
Hemeldonck war Lizentiatin der Germanistik an der Freien Universität Brüssel und besuchte die Columbia University School of Journalism. Sie war Vorsitzende der SP im Bezirk Oudergem, Mitglied des Vorstands der SP in der Föderation Brüssel und gehörte der Frauengruppe  „Zij-kant“ an. Ferner war sie Vorsitzende des Frauenausschusses der Sozialistischen Beamtengewerkschaft, Vorsitzende des Ausschusses „Status der Frau“ sowie Sachverständige beim Ausschuss für Frauenarbeit in Belgien und Ausschussmitglied „Status der Frau“ in der UNO.
Hemeldonck war Beraterin in den Ministerialkabinetten für Beschäftigung und Arbeit für die Region Brüssel sowie für Erziehung. Sie war Mitgründerin der „Roten Löwen“, den flämischen Sozialisten in Brüssel. Sie rückte 1982 ins Europäische Parlament nach und gehörte diesem bis 1994 an.